# Mišić smijeha
Mišić smijeha (lat. musculus risorius) je paran mišić lica, trokutastog izgleda. Inervira ga bukalni ogranak ličnog živca (lat. nervus facialis). 

## Polazište i hvatište
Mišić polazi s fascije (parotidne) široko, suzuje se i hvata na kožu u kutu usta.